# Gruppo di ESO 154-10
Il Gruppo di ESO 154-10 è costituito da un terzetto di galassie situate nella costellazione dell'Orologio. La distanza media tra il centro di massa di questo gruppo e la nostra Via Lattea è di circa 255 milioni di anni luce (78,2 Mpc).

## Membri
Le tre galassie componenti il gruppo, indicate nell'articolo di Garcia del 1993, sono indicate nella tabella seguente.
| Nome       | Classificazione | Tipo            | RA (J2000.0)  | DEC (J2000.0) | Velocità radiale (km/s) | Magnitudine apparente | Distanza (Mpc) | Dimensioni (kal) |
| ---------- | --------------- | --------------- | ------------- | ------------- | ----------------------- | --------------------- | -------------- | ---------------- |
| NGC 1031   | SB(r)a?         | Spirale barrata | 02h 36m 38.7s | -54° 51′ 35″  | 5604 ± 23               | 12,5                  | 78,3 ± 5,7     | 141              |
| NGC 1136   | SB(r)a?         | Spirale barrata | 02h 50m 53.7s | -54° 58′ 33″  | 5610 ± 9                | 13,0                  | 78,4 ± 5,7     | 104              |
| ESO 154-10 | (R')SB(r)a?     | Spirale barrata | 02h 45m 08.7s | -55° 44′ 26″  | 5586 ± 24               | 13,37                 | 78,0 ± 5,7     | 192              |

Il sito DeepskyLog permette di trovare agevolmente le costellazioni in cui si trovano le galassie; in alternativa si possono utilizzare le coordinate delle galassie per individuarle. Se non altrimenti indicato, le coordinate sono quelle fornite dal sito NASA/IPAC (National Aeronautics and Space Administration / Infrared Processing and Analysis Center).